# Kerepes HÉV-állomás
Kerepes HÉV-állomás (1979–1989 között Kerepestarcsa felső) egy HÉV-állomás Kerepes településen, a MÁV-HÉV Helyiérdekű Vasút Zrt. (MÁV-HÉV) üzemeltetésében. A Kerepesig közlekedő betétjáratok külső végállomása. A belterület déli széle közelében helyezkedik el, közvetlenül a 3-as főút mellett.

## Története
Az állomást 1900. augusztus 28-án nyitották meg a mátyásföldi HÉV-vonal Cinkota – Csömör – Kerepes meghosszabbításával. A HÉV 1911. novemberi Gödöllőig tartó meghosszabbításáig annak keleti végállomásaként funkcionált.

## Forgalom
| Járat | Útvonal | Gyakoriság       |
| ----- | --- | ---------------- |
|       | Örs vezér tere – Rákosfalva – Nagyicce – Sashalom – Mátyásföld, repülőtér – Mátyásföld, Imre utca – Mátyásföld alsó – Cinkota – Ilonatelep – Kistarcsa, kórház – Kistarcsa – Zsófialiget – Kerepes – Szilasliget – Mogyoród – Szentjakab – Gödöllő, Erzsébet park – Gödöllő, Szabadság tér – Gödöllő, Palotakert – Gödöllő | 10-60 percenként |
|       | Gödöllő → Gödöllő, Palotakert → Gödöllő, Szabadság tér → Gödöllő, Erzsébet park → Mogyoród → Szilasliget → Kerepes → Cinkota → Mátyásföld alsó → Mátyásföld, Imre utca → Mátyásföld, repülőtér → Sashalom → Nagyicce → Rákosfalva → Örs vezér tere                                                                         | Munkanap reggel  |

## Megközelítés tömegközlekedéssel
- Éjszakai busz:  992